# 糙花少穗竹
糙花少穗竹（学名：Oligostachyum scabriflorum）为禾本科少穗竹屬下的一个种。

## 扩展阅读
- 維基物種上的相關：糙花少穗竹